# 圣乔瓦尼-阿皮罗
圣乔瓦尼-阿皮罗（義大利語：San Giovanni a Piro）是意大利萨莱诺省的一个市镇。总面积37平方公里，人口3865人，人口密度104.5人/平方公里（2009年）。ISTAT代码为065119。